# ГЕС Buôn Tua Srah
ГЕС Buôn Tua Srah — гідроелектростанція у центральній частині В'єтнаму. Знаходячись між ГЕС Krông 3 (18 МВт, вище по течії) та ГЕС Buon Kuop, входить до складу каскаду у сточищі річки Срепок, яка дренує західний схил Аннамських гір та вже на території Камбоджі в районі водосховища ГЕС Lower Sesan II впадає ліворуч у Сесан, котра в свою чергу невдовзі зливається з річкою Секонг та впадає ліворуч до Меконгу.
У межах проекту лівий витік Срепок річку Krong No перекрили греблею висотою 83 метри, довжиною 1041 метр та товщиною по гребеню 8 метрів. Вона утримує водосховище з площею поверхні 37,1 км2 та об'ємом 787 млн м3 (корисний об'єм 523 млн м3), в якому припустиме коливання рівня поверхні в операційному режимі між позначками 465 та 487,5 метра НРМ (у випадку повені останній показник може зростати до 489,5 метра НРМ). Це найбільший резервуар каскаду, котрий відіграє важливу роль у накопиченні ресурсу для всіх розташованих нижче станцій.
Пригреблевий машинний зал обладнаний двома турбінами типу Френсіс потужністю по 43 МВт, які при напорі у 46,5 метра забезпечують виробництво 359 млн кВт-год електроенергії на рік.
Видача продукції відбувається по ЛЕП, розрахованій на роботу під напругою 220 кВ.